# Lou Banach
Louis David Banach (* 6. února 1960 Port Jervis, USA) je bývalý americký zápasník. V roce 1984 vybojoval na hrách v Los Angeles zlatou medaili ve volném stylu v kategorii do 100 kg.
Jeho bratr Ed (dvojče) vybojoval v Los Angeles zlatou medaili ve volném stylu v kategorii do 90 kg.